# Borjabad
Borjabad é um município da Espanha na província de Sória, comunidade autónoma de Castela e Leão, de área 23,40 km² com população de 49 habitantes (2006) e densidade populacional de 2,09 hab./km².

## Demografia
| Variação demográfica do município entre 1991 e 2004 | Variação demográfica do município entre 1991 e 2004 | Variação demográfica do município entre 1991 e 2004 | Variação demográfica do município entre 1991 e 2004 |
| --------------------------------------------------- | --------------------------------------------------- | --------------------------------------------------- | --------------------------------------------------- |
| 1991                                                | 1996                                                | 2001                                                | 2004                                                |
| 74                                                  | 70                                                  | 60                                                  | 56                                                  |